# ألكسندرا كرواتورو
ألكسندرا كرواتورو (بالرومانية: Alexandra Croitoru) هي مصورة رومانية، ولدت في 1975 في بوخارست في رومانيا.